# Renault GBC 180
De Renault GBC 180 is een zware vrachtwagen voor militair gebruik. Het is de opvolger van de succesvolle Berliet GBC 8KT. De vrachtwagen is sinds einde 20e eeuw in productie en op grote schaal in gebruik bij het Franse leger.

## Geschiedenis
Begin jaren 60 had Berliet een zeswielaangedreven vrachtwagen voor het Franse leger ontwikkeld. De Berliet GBC 8KT was zo betrouwbaar dat het chassis werd behouden, maar de motor, versnellingsbak en cabine werden vernieuwd. Berliet was inmiddels opgegaan in Renault Trucks en het resultaat werd bekend als de Renault GBC 180. In 1997 werd begonnen met de modernisering van de Berliet vrachtwagens.

## Beschrijving
De vrachtwagen heeft een standaard opbouw. Voor in de motor, gevolgd door de bestuurderscabine en een laadruimte. De bestuurderscabine is van metaal en gesloten. De laadruimte is geschikt voor het vervoer van 20 militairen met bepakking of 5 ton vracht. Het laadgedeelte wordt ook gebruikt voor de installatie van vaste cabines met speciale toepassingen. Het kan ten slotte ook een aanhangwagen trekken met een last van 4 ton in terrein en 6 ton op de weg. De dieselmotor heeft een turbolader en levert een vermogen van 175 pk. De brandstoftanks geven het voertuig een bereik van ongeveer 800 kilometer.
Renault heeft voor dit voertuig ook een speciale gepantserde cabine ontwikkeld die bescherming biedt tegen klein kaliber vuurwapens.
In de infobox zijn de afmetingen opgenomen van de verschillende versies. De verschillen in lengte, hoogte en gewicht zijn afhankelijk van de toepassing.